# Microinyección
La microinyección es un proceso que consiste en utilizar microagujas para insertar sustancias a un nivel microscópico o en el límite de lo macroscópico dentro de una célula viva. Es un simple proceso mecánico en el cual una aguja extremadamente fina penetra la membrana celular y a veces la envoltura nuclear para lanzar su contenido. La microinyección es normalmente realizada bajo un microscopio óptico llamado micromanipulador. El proceso es frecuentemente usado como un vector en ingeniería genética y transgenética para insertar material genético en una célula. El proceso de clonación también involucra microinyecciones.
Las microagujas miden alrededor de 10 micrómetros. Pueden contener cerca de 15 microlitros de ADN. Es similar a la sección transversal de un cabello humano.
Es un método muy preciso de transferencia génica. Requiere personal capacitado. 

## Historia
El uso de la técnica de microinyección como procedimiento biológico comenzó a principios del siglo XX, sin embargo, incluso a lo largo de la década de 1970 no era de uso común. Por la década de 1990, sin embargo, su uso había aumentado de manera significativa y en la actualidad se considera una técnica común de laboratorio, para la introducción de un pequeño volumen de una sustancia en un blanco pequeño.

## Ejemplos
- Los científicos pueden crear simples organismos transgénicos inyectando genes dentro de los testículos de nematodos en el punto en que las células que se convertirán en su esperma están bajo el proceso de meiosis.

- La microinyección es usada como un vector en la producción de plantas transgénicas.
- La microinyección de genes dentro de óvulos fertilizados es un vector comúnmente utilizado en la producción de animales transgénicos.

en resumen para la microinyeccion se necesita un personal capacitado ya que se puede dañar la estructura genética.